# Ikuro Takahashi (botaniste)
Pour les articles homonymes, voir Takahashi.
高橋 郁郎 (Takahashi Ikurō) Ikurō Takahashi (1892–1981), est un botaniste japonais spécialiste des agrumes japonais.

## Biographie
Ikurō Takahashi est un agronome et un économiste spécialiste de la culture des agrumes. Il est né en mars 1892 près de Matsuzaki, préfecture de Shizuoka. Il est diplômé du Collège agricole Nakaizumi puis entre comme apprenti puis assistant à la branche d'Okitsu du département d'horticulture agricole du ministère de l'Agriculture. A 21 ans (1913) il publie 柑橘栽培 (Kankitsu saibai) La culture des agrumes. Il enrichira ce travail encyclopédique lors de nombreuses rééditions.
Il enseigne la culture des fruitiers en 1917 à Kumamoto puis en 1921 il entre la Station d'expérimentation horticole du ministère de l'Agriculture comme chercheur. En 1931, il publie 柑橘 (Kankitsu) Agrumes, version augmentée de sa monographie.
En 1935, il devient ingénieur en agrumes à Shizuoka, premier producteur de mandarines satsuma (mikan) du Japon où il fonde la Station préfectorale d’expérimentation des agrumes dont il devient le premier directeur jusqu'en 1945. Il constitue et dirige la Japan Fruit Growers Coopérative Association (1946), il est un acteur de la replantation du verger de mandarine satsuma japonais. Il écrit, publie, voyage et donne pendant les 17 années à ce poste 800 conférences. Lors de son départ en retraite (1960) est créée la Société d'honneur des agrumes de Takahashi. Il publie en 1962 une autobiographie: 果実と共に半世紀 (Kajitsu to tomoni han seiki) Un demi-siècle avec des fruits.
Il décéde en 1981.

### La renaissance des mikans

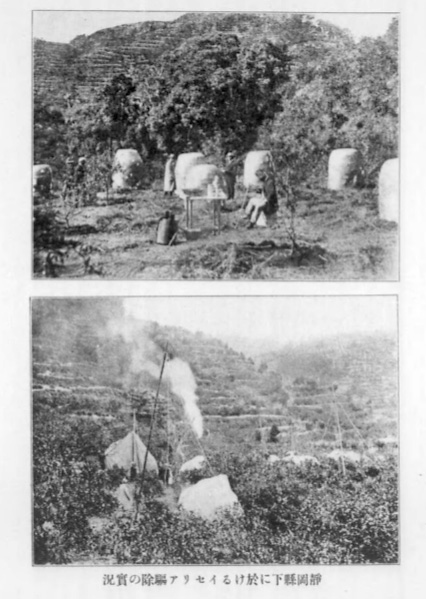
Traitement des insectes parasites des agrumes par enfumage dans 柑橘栽培 Kankitsu saibai (1913) p. 164

Il fut promoteur des satsuma (mikan) en particulier le cultivar 'Mikkabi' de Shizuoka, surtout après la guerre quand il fallait replanter le verger. Il aimait manger ces fruits. Les sources japonaise le décrivent comme un spécialiste militant à qui le nom de 柑橘の父 (Kankitsurui no chichi)  Père des grumes fut donné.

### Taxonomie
- Cochenille parasite. Coleosporium yamabense (Saho & I. Takah.) Hirats. f. (1968)[5],
- Sanbokan. Citrus grandis var. sulcata (Ik.Takah.) Karaya, Sborn. Nauch. Tr. Prikl. Bot. Genet. Selek. 112: 67: (1987)[6],
- Kinkoji. Citrus obovoidea hort. ex I. Takah (sensu Tanaka sec. Cottin 2002).

## Publications

### Livres
- 柑橘栽培 (Kankitsu saibai) La culture des agrumes. Tokyo, Taisho, Librairie Seibido. 223 p. 1913[7]. Nombreuses réed. Illustré, dont Yokendo Kendo 5ème édition augmentée 437 p. (1967).

Lire en ligne
- Takahashi Ikurō et al. Kankitsu ni tai suru chirii shôsekiyô shiken no seiseki. 1934.
- 果実と共に半世紀 (Kajitsu to tomoni han seiki) Un demi-siècle de fruits. Shizuoka, Fédération des coopératives agricoles d'agrumes. 314 p.1964[8].
- Takahashi Ikurō et al. 果樹農業改善新説高 (Kaju nōgyō kaizen shinsetsu-kō) A new treatise on improvement of fruit culture. Nouvelle théorie sur l'amélioration de l'agriculture des arbres fruitiers. Yokendo. 176 p. 1964.

### Articles
- Naoat, Keizo, and Ikuro Takahashi 1928. The root-grafting of citrus trees. Third Pan-Pacific Sci. Cong. (Tokyo, 1926)
- Nagai Keizo et Takahashi Ikuro, Root grafting of the citrus tree. Okitsu, Imp. Hort. Exp. Station, Bulletin vol. 3, no 11. 1925. The root-grafting of citrus trees. Tokyo, Third Pan-Pacific Sci. Cong.1928.
- On the effects of potassium upon citrus fruits. Studia Citrol, vol. 5, no 1, p. 37-54. 1931.